# Kiss Kiss Goodbye
Kiss Kiss Goodbye è un singolo del cantautore slovacco Adonxs, pubblicato il 7 marzo 2025.

## Descrizione
Kiss Kiss Goodbye è stata scritta da Adam Pavlovčin insieme a Adriano Lopes da Silva, Ines Coulon e Michaela Charvátová, mentre la composizione musicale è stata affidata a George Masters-Clark, Lorenzo Calvo e Ronald Janeček, oltre al già citato Pavlovčin.
Il brano, una power ballad che combina elementi pop in un crescendo che sfocia in sonorità elettroniche, esplora le emozioni complesse legate alla fine di una relazione, intrecciando sentimenti come l'amore, il dolore fino ad arrivare ai dolci ricordi.

## Promozione
Nel settembre 2024 l'emittente televisiva ceca Česká televize ha confermato la partecipazione all'Eurovision Song Contest 2025 annunciando, per la prima volta dal 2021, la scelta del suo rappresentante attraverso una selezione interna. Il processo per la scelta della canzone ceca si è svolto in varie fasi, ove il voto di una giuria internazionale composta da dieci membri, — tra cui esperti del settore ed ex partecipanti alla manifestazione europea — una giuria demoscopica composta da 900 membri provenienti da tre paesi e un focus group ingaggiato dall'emittente, hanno determinato Kiss Kiss Goodbye, interpretato da Adonxs, come il brano rappresentante la Repubblica Ceca sul palco eurovisivo di Basilea, in Svizzera.
Il brano, nella sua versione acustica, è stato presentato in anteprima il 4 febbraio 2025 al Malta Eurovision Song Contest, la selezione eurovisiva maltese, mentre la versione studio è stata resa disponibile sulle piattaforme digitali il successivo 7 marzo.

## Video musicale
Il video, diretto da Jiří Horenský in collaborazione con gli studi Seeya e Re:Set Production, è stato reso disponibile in concomitanza con il rilascio del singolo attraverso il canale YouTube dell'Eurovision Song Contest.

## Tracce
Testi di Adam Pavlovčin, Adriano Lopes da Silva, Ines Coulon e Michaela Charvátová, musiche di Adam Pavlovčin, George Masters-Clark, Lorenzo Calvo e Ronald Janeček.
1. Kiss Kiss Goodbye – 2:57

## Classifiche
| Classifica (2025) | Posizione massima |
| ----------------- | ----------------- |
| Lituania          | 92                |